# Бердичевский, Георгий Александрович

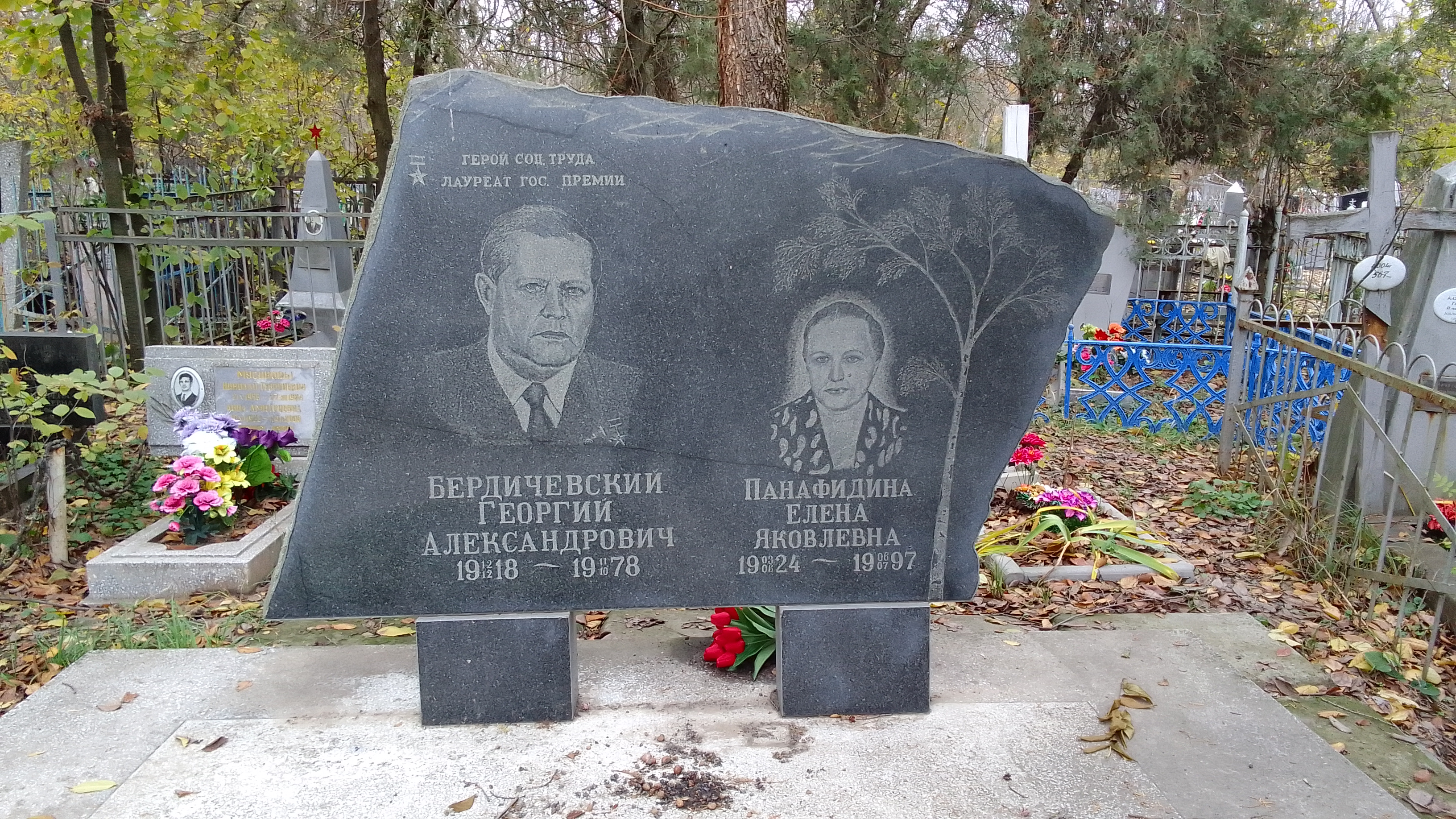
Памятник на могиле Героя Социалистического Труда Бердичевского Георгия Александровича

Георгий Александрович Бердичевский (1918—1978) — советский промышленный деятель, директор Новочеркасского электровозостроительного завода в 1965—1978 годах. Герой Социалистического Труда, лауреат Государственной премии СССР.

## Биография
Родился 12 декабря 1918 года в городе Изюме Харьковской области, в семье инженера.
С началом Великой Отечественной войны оказался в Ленинграде, куда его отец, будучи родом из Ленинграда и работая там руководителем крупного предприятия, отправил свою семью. В блокаду Георгий Александрович потерял мать, а сам был эвакуирован в г. Пржевальск, Киргизская ССР.
В 1943 году в Прежевальске окончил Николаевский кораблестроительный институт, который был туда эвакуирован.
Трудовую деятельность начал в 1943 году — распределение молодой инженер Бердичевский получил в только что освобожденную Одессу в Управление по восстановлению — восстанавливать морские порты Черноморского побережья. А через несколько лет он становится директором судоремонтного завода в Херсоне.
Вскоре Георгия Бердичевского назначают директором завода по изготовлению двигателей для подводных лодок им. Магомеда Гаджиева в Махачкале, затем он становится секретарем горкома КПСС, его силами в Махачкале создается радиозавод. А ещё через несколько лет становится начальником управления металлообрабатывающей промышленности Северо-Кавказского управления. В Ростове-на-Дону работал начальником управления электропромышленности, куда входил Новочеркасский электровозостроительный завод.
С октября 1965 года возглавил Новочеркасский электровозостроительный завод и тринадцать лет руководил предприятием. При нём началась коренная реконструкция завода на основе технической эстетики и научной организации под лозунгом «Наш завод − наш дом».
В 1970 году Бердичевский стал депутатом Верховного Совета СССР и возглавил работу секции по транспорту и связи.
В 1971 году Новочеркасский электровозостроительный завод был награждён орденом Ленина, орден Ленина получил и Г. А. Бердичевский. А в 1974 году он был удостоен высокого звания Героя Социалистического Труда.
Георгий Александрович вел активную общественно-политическую работу. Неоднократно избирался депутатом городского Совета народных депутатов, членом райкома, горкома, являлся членом Ростовского обкома КПСС, членом бюро Новочеркасского горкома КПСС и членом Промышленного райкома партии. Он был делегатом XXIV съезда КПСС и депутатом Верховного Совета СССР 8-го созыва.
Умер 11 октября 1978 года, похоронен на Городском кладбище Новочеркасска.

## Память

Памятная доска на улице Бердичевского

Памятная доска на здании заводоуправления

- На здании заводоуправления НЭВЗ установлена мемориальная доска с барельефным портретом, где указано: «Здесь с 1965 по 1978 г. работал директором завода Герой Социалистического Труда Георгий Александрович Бердичевский».[2]
- В память о Бердичевском одна из улиц города Новочеркасска названа его именем.

## Награды
- Герой Социалистического Труда (1974).
- Награждён двумя орденами Ленина (1971, 1974) и орденом «Знак Почета» (1966).
- Лауреат Государственной премии СССР в области науки и техники (1974).
- Также награжден медалями.